# Coca-Cola Champions Trophy 1999/2000
Die Coca-Cola Champions Trophy 1999/2000 war ein Drei-Nationen-Turnier, das vom 13. bis zum 22. Oktober 1999 in den Vereinigten Arabischen Emiraten im One-Day Cricket ausgetragen wurde. Bei dem zur internationalen Cricket-Saison 1999/2000 gehörenden Turnier nahmen die Mannschaften aus Pakistan, Sri Lanka und den West Indies teil. Im Finale konnte sich Pakistan mit 88 Runs gegen Sri Lanka durchsetzen.

## Vorgeschichte
Die West Indies bestritten zuvor eine Tour in Bangladesch, für Pakistan und Sri Lanka war es der erste Auftritt der Saison.

## Format
In einer Vorrunde spielte jede Mannschaft gegen jede zweimal. Für einen Sieg gab es zwei, für ein Unentschieden oder No Result ein Punkt. Die beiden Gruppenersten qualifizierten sich für das Finale und spielten dort um den Turniersieg.

## Stadion
Der folgende Austragungsort wurde für das Turnier ausgewählt.
| Stadion                             | Stadt   | Kapazität | Spiele                |
| ----------------------------------- | ------- | --------- | --------------------- |
| Sharjah Cricket Association Stadium | Sharjah | 27.000    | 1. – 6. Spiel; Finale |

## Kaderlisten
Pakistan benannte seinen Kader am 7. Oktober 1999.
| ODI | ODI | ODI |
| Pakistan | Sri Lanka | West Indies |
| --- | --- | --- |
| - Wasim Akram (K) - Moin Khan (K, wk) - Aamer Sohail - Abdul Razzaq - Azhar Mahmood - Hasan Raza - Inzamam-ul-Haq - Arshad Khan - Mohammad Akram - Shabbir Ahmed - Shahid Afridi - Shoaib Malik - Saeed Anwar - Wajahatullah Wasti - Yousuf Youhana | - Sanath Jayasuriya (K) - Russel Arnold - Marvan Atapattu - Upul Chandana - Aravinda de Silva - Mahela Jaywardene - Romesh Kaluwitharana (wk) - Muttiah Muralitharan - Suresh Perera - Chamara Silva - Chaminda Vaas - Pramodya Wickramasinghe - Nuwan Zoysa | - Brian Lara (K) - Jimmy Adams - Curtly Ambrose - Sherwin Campbell - Shivnarine Chanderpaul - Pedro Collins - Mervyn Dillon - Chris Gayle - Wavell Hinds - Ridley Jacobs (wk) - Reon King - Nixon McLean - Nehemiah Perry - Ricardo Powell |

## Spiele

### Vorrunde
Tabelle
| Teams       | Sp. | S | N | U | R | NR | BP | Punkte | NRR    |
| ----------- | --- | - | - | - | - | -- | -- | ------ | ------ |
| Pakistan    | 4   | 3 | 0 | 0 | 0 | 1  | 0  | 14     | +1.930 |
| Sri Lanka   | 4   | 1 | 2 | 0 | 0 | 1  | 0  | 6      | −0.217 |
| West Indies | 4   | 1 | 3 | 0 | 0 | 0  | 0  | 4      | −1.839 |

Sieg: 4 Punkte; Remis: 2 Punkte
Spiele
| 13. Oktober Scorecard | Sharjah | Sri Lanka 178 (49.3)              | – | West Indies 181-7 (49.2) |
|                       |         | West Indies gewinnt mit 3 Wickets |   |                          |

Sri Lanka gewann den Münzwurf und entschied sich als Schlagmannschaft zu beginnen. Als Spieler des Spiels wurde Jimmy Adams ausgezeichnet.
| 14. Oktober Scorecard | Sharjah | Pakistan 260-5 (50)           | – | West Indies 130 (34.4) |
|                       |         | Pakistan gewinnt mit 130 Runs |   |                        |

Pakistan gewann den Münzwurf und entschied sich als Schlagmannschaft zu beginnen. Als Spieler des Spiels wurde Saeed Anwar ausgezeichnet.
| 15. Oktober Scorecard | Sharjah | Pakistan 196 (49.4) | – | Sri Lanka 196 (49.1) |
|                       |         | Unentschieden       |   |                      |

Pakistan gewann den Münzwurf und entschied sich als Schlagmannschaft zu beginnen. Als Spieler des Spiels wurde Abdul Razzaq ausgezeichnet.
| 17. Oktober Scorecard | Sharjah | West Indies 145 (49.3)          | – | Sri Lanka 146-1 (28) |
|                       |         | Sri Lanka gewinnt mit 9 Wickets |   |                      |

Die West Indies gewannen den Münzwurf und entschieden sich als Schlagmannschaft zu beginnen. Als Spieler des Spiels wurde Sanath Jayasuriya ausgezeichnet.
| 18. Oktober Scorecard | Sharjah | Pakistan 239-8 (50)           | – | Sri Lanka 121 (33.4) |
|                       |         | Pakistan gewinnt mit 118 Runs |   |                      |

Pakistan gewann den Münzwurf und entschied sich als Schlagmannschaft zu beginnen. Als Spieler des Spiels wurde Shahid Afridi ausgezeichnet.
| 19. Oktober Scorecard | Sharjah | Pakistan 255-5 (50)           | – | West Indies 117 (31.3) |
|                       |         | Pakistan gewinnt mit 138 Runs |   |                        |

Pakistan gewann den Münzwurf und entschied sich als Schlagmannschaft zu beginnen. Als Spieler des Spiels wurde Azhar Mahmood ausgezeichnet.

### Finale
| 22. Oktober Scorecard | Sharjah | Pakistan 211-9 (50)          | – | Sri Lanka 123 (36) |
|                       |         | Pakistan gewinnt mit 88 Runs |   |                    |

Pakistan gewann den Münzwurf und entschied sich als Schlagmannschaft zu beginnen. Als Spieler des Spiels wurde Azhar Mahmood ausgezeichnet.